# Léopold de Styrie
Léopold dit « le Fort » (en allemand : der Starke), mort le 24 octobre 1129, fut margrave de Styrie de 1122 à sa mort. 

## Biographie
Il est le seul fils du margrave Ottokar II et de son épouse Élisabeth, fille du margrave Léopold II d'Autriche, issue de la maison de Babenberg. Sa famille, descendants d'Ottokar Ier († 1075), comte bavarois du Chiemgau, gouvernait le margraviat de Styrie depuis l'an 1056. Au début, ils résidaient à la forteresse de Steyr qui a donné son nom à leur marche. 

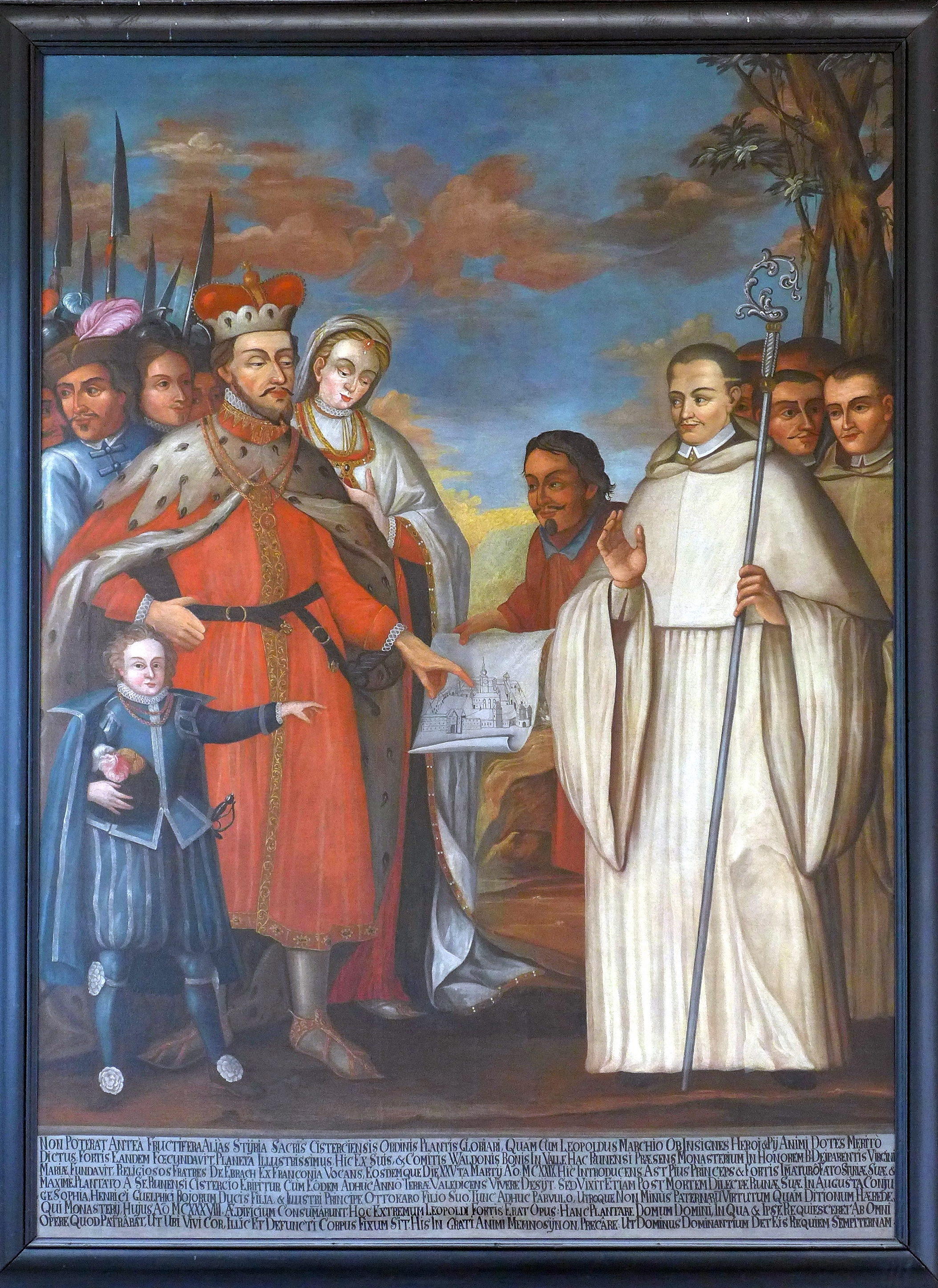
Léopold remet l'acte de fondation de l'abbaye de Rein.

Après la mort de son père le 28 novembre 1122, Léopold lui a succédé dans la charge de margrave. Peu après, il hérita des vastes biens du duc Henri III de Carinthie, cousin de son père, lorsque le titre de duc passe au comte Henri de Sponheim. Les propriétés comprennent les domaines de Neumarkt et de Sankt Lambrecht (provincia Graslupp), ainsi que la région de Murau, la vallée de la Mur jusqu'à Leoben et au sud de Bruck jusqu'à Gösting, la vallée de la Mürz et le pays de Mariazell, et le district de Voitsberg. En procédant à l'acquisition de ces terrains, il a fixé la base de la consolidation du futur duché de Styrie.
Durant la querelle des Investitures, Léopold était un soutien fidèle et actif des archevêques de Salzbourg contre l'empereur Henri V ; c'est pour cette raison qu'on lui attribua le surnom « le Fort ». De 1125 à 1128, il fait aménager le château et hameau marchand de Hartberg, proche de la frontière hongroise. Au seuil de sa vie, en 1129, il a fondé l'abbaye cistercienne de Rein où il est enterré.

## Mariage et descendance
En 1123 ou 1124, Léopold épousa Sophie (morte vers 1145), fille du duc Henri IX de Bavière et veuve de Berthold III de Zähringen, issue de la dynastie des Welf. Il est le père de:
- Ottokar III (1125-1164), margrave de Styrie ;
- Élisabeth qui épouse le comte Rodolphe II de Stade (mort en 1144), margrave de la marche du Nord, puis le duc Henri V de Carinthie ;
- Marguerite ;
- Cunégonde, épouse du comte Otton II de Purgstall.

Par sa sœur Judith de Bavière, Sophie était la tante de l'empereur Frédéric Barberousse. À la mort de son mari, elle fut régente de Styrie jusqu'à ce que son fils atteigne l'âge de la majorité. 

## Source
- Anthony Stokvis, Manuel d'histoire, de généalogie et de chronologie de tous les États du globe, depuis les temps les plus reculés jusqu'à nos jours, préf. H. F. Wijnman, réédition 1966, chapitre VI § 5. « Styrie » p. 375-377 et table généalogie n° 7 « Généalogie des margraves et ducs de Styrie ».